# Parque de estacionamento dissuasor

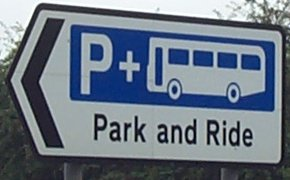
Um sinal rodoviário para um parque de estacionamento dissuasor em Oxford (Grã-Bretanha).

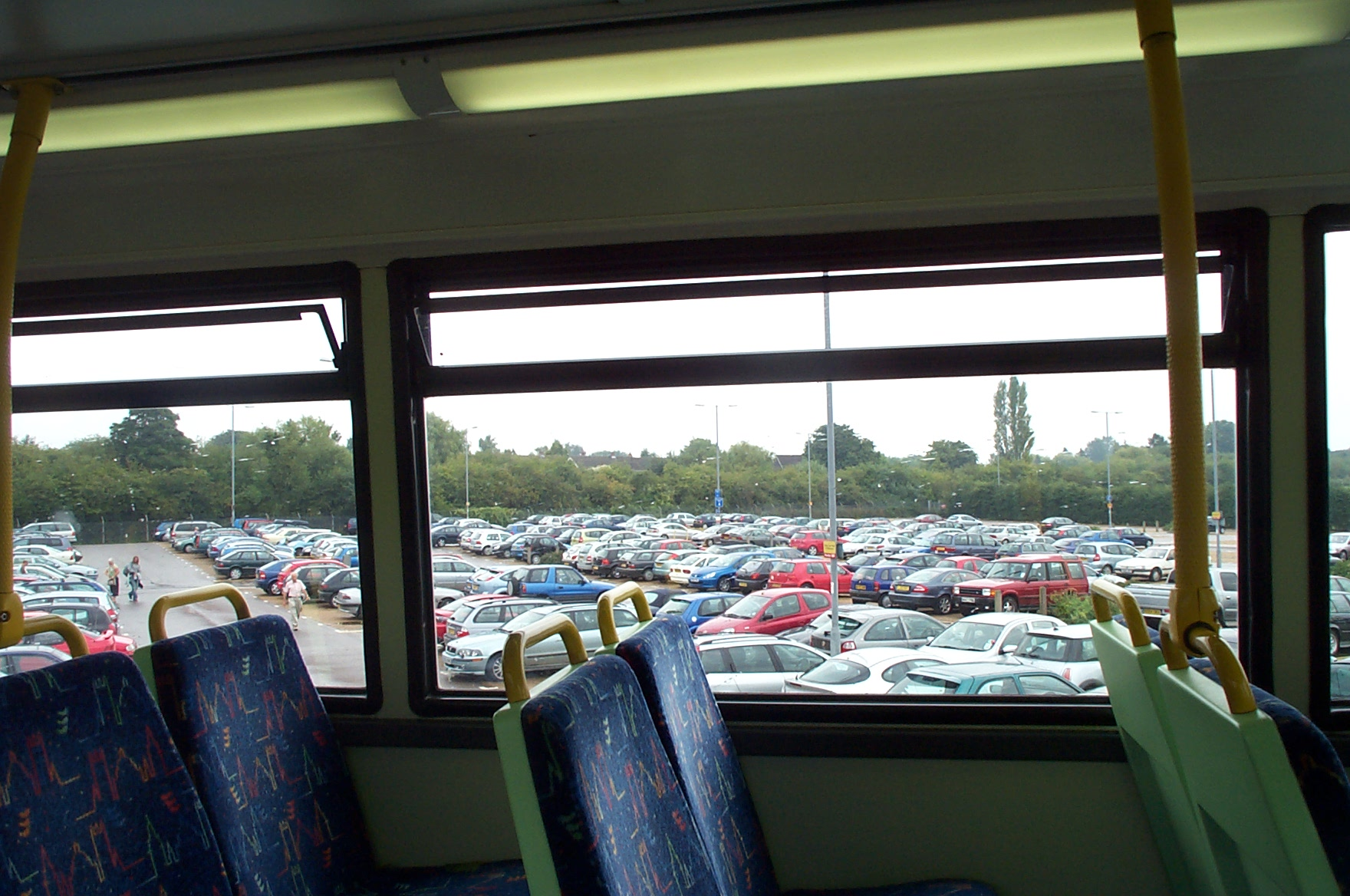
Park and Ride em Oxford (Grã-Bretanha).

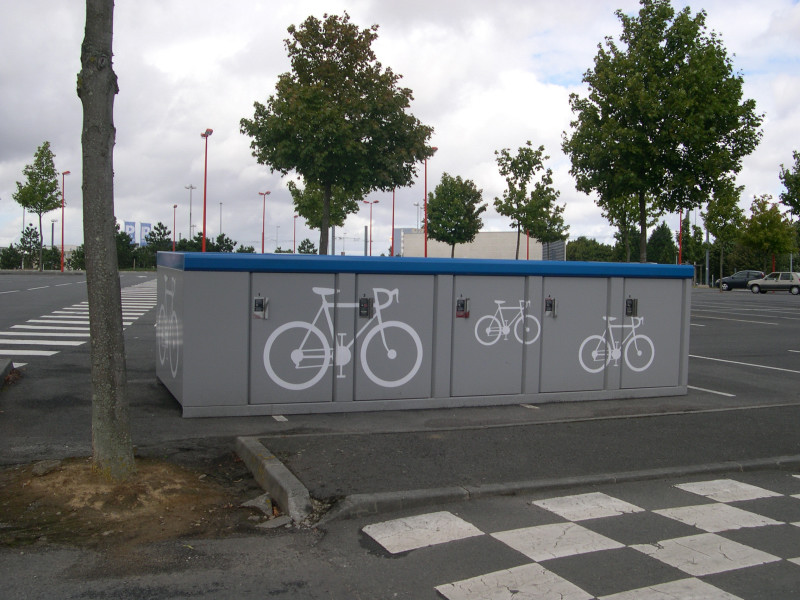
Contentores para albergar bicicletas num Park and Ride em Caen (França).

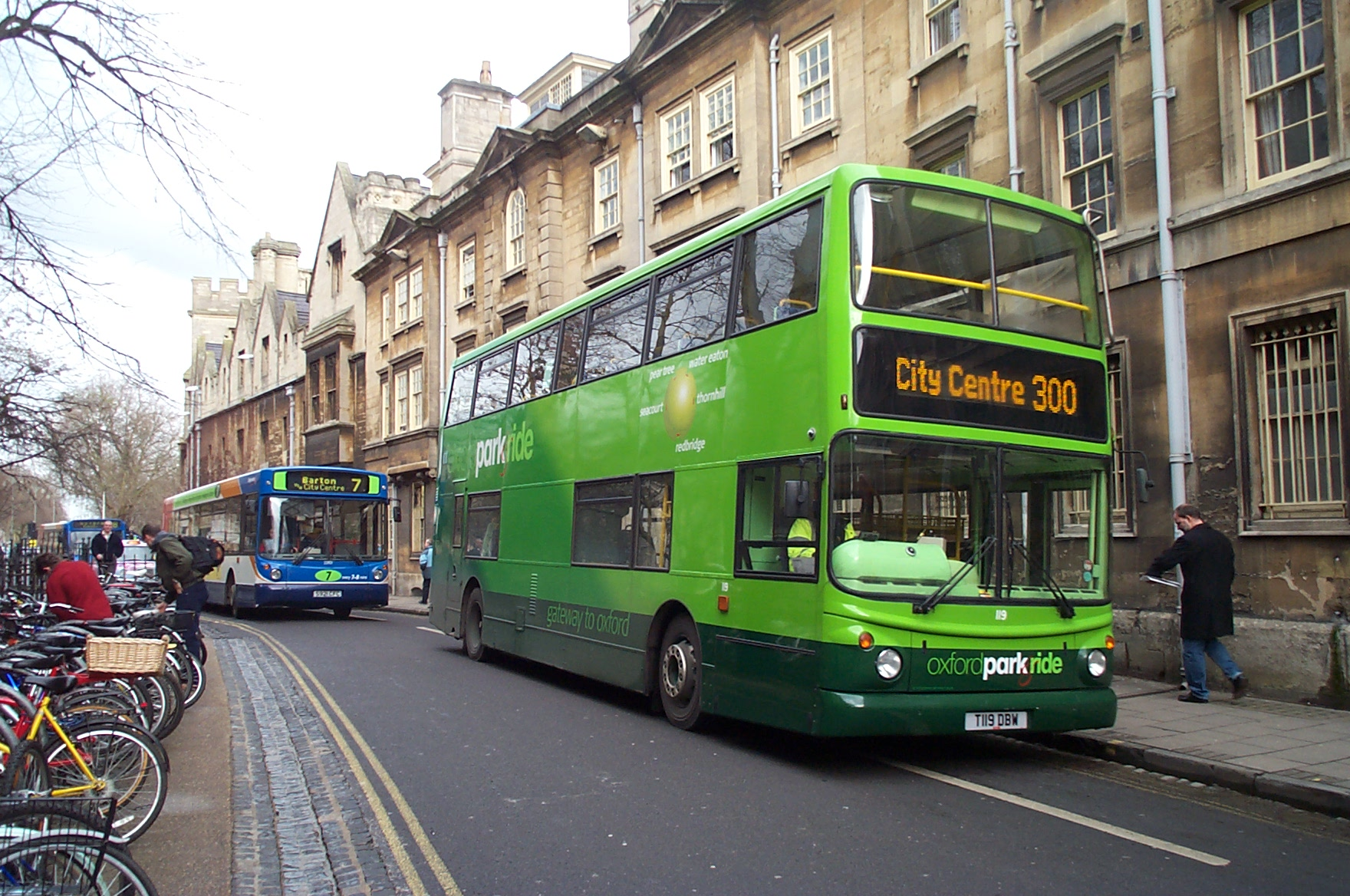
Park and Bike em Oxford (Grã-Bretanha).

Define-se como parque de estacionamento dissuasor (de incentivo ou de intercâmbio) ou P+R (do inglês: park and ride) aos estacionamentos para automóveis situados na periferia de cidades geralmente grandes, cujo fim é incentivar os condutores a estacionar o seu veículo privado e aceder ao centro das cidades mediante o transporte público. Este tipo de parques de estacionamento devem situar-se próximos de estações de autocarros (ônibus) ou caminhos de ferro para facilitar o transbordo, constituindo-se em intercambiadores que fomentam a intermodalidade entre o transporte privado e o transporte coletivo. No geral devem ser parques de estacionamentos gratuitos.

## Variantes
Em alguns casos possuem infraestruturas que facilitam o depósito de motocicletas e bicicletas. Noutros o utilizador também pode optar por deixar o seu carro no estacionamento dissuasor e tomar nesse ponto um minibus cortesia da empresa para a qual trabalha ou tomar o carro de outra pessoa compartilhando assim o veículo (em inglês, carpool). Neste último caso denominam-se em inglês Park and Pool.

## Benefícios
A criação deste tipo de sistemas estão muito fomentados nas principais cidades da União Europeia dentro das políticas ligadas à mobilidade sustentável. O seu uso serve para diminuir o uso de veículos motorizados nas grandes cidades e diminuir a poluição. Permitem dar solução às dificuldades e custo que representam o acesso dos automobilistas ao centro urbano das cidades dado que evitam aos utilizadores a tensão de conduzir por zonas densamente congestionadas pelo tráfego e de se enfrentar o custo que representam, tanto monetário como de tempo, a procura de estacionamento nestes espaços.

## Controvérsia
Alguns especialistas apontam que estas áreas intermodais com grandes parques de estacionamento diminuem a utilização do carro no centro das cidades à custa de fomentar o uso nas periferias. Consideram que seria mais fazível destinar esses espaços, já por si bem comunicados com o transporte público, para a dotação de serviços e comércios que não obriguem os cidadãos a deslocar-se ao centro da cidade.

## Sinalética rodoviária

Alemanha
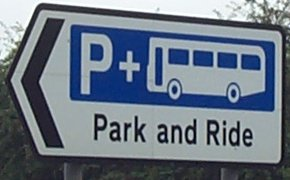
Grã-Bretanha
Itália